# Pałac Badenich w Busku
Pałac Badenich w Busku – klasycystyczny pałac z dużym parkiem, zbudowany przez hr. Wojciecha Miera w Busku w 1810.

## Historia

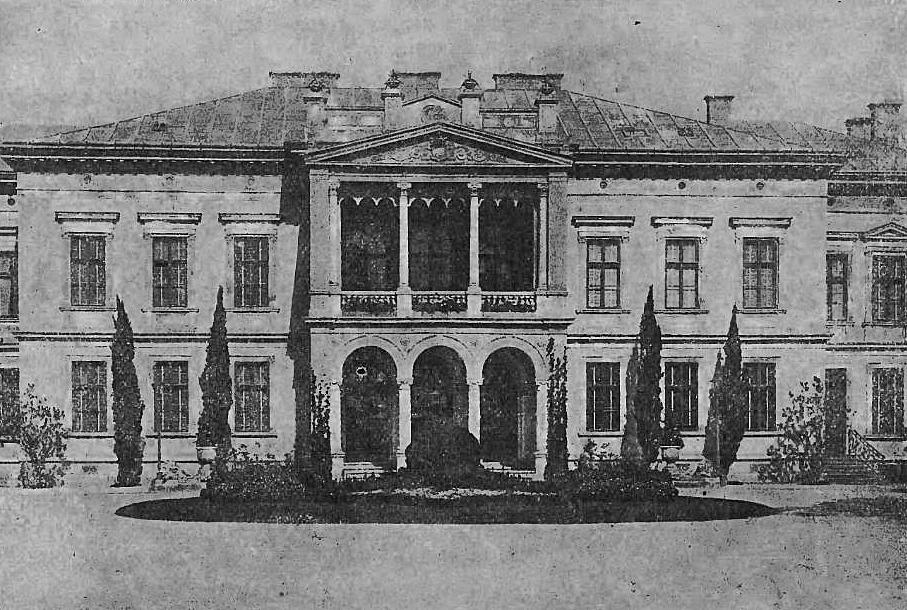
Pałac Badenich w Busku na początku XX wieku

Do 1819 w pałacu rezydował sam hrabia Wojciech Mier, później przeprowadził się do Leżajska. W 1833 zadłużone dobra wraz z pałacem sprzedano na licytacji kuzynowi poprzedniego właściciela – Feliksowi Mierowi. Pałac znajdował się w rękach jego rodziny do 1879. W tym roku Anna z Wierenów Mierowa zapisała majątek z pałacem swojemu krewnemu – Kazimierzowi Badeniemu herbu Bończa. Osiadł on w pałacu na stałe w 1897. Po nim odziedziczył pałac jego syn Ludwik Józef Władysław Badeni, a następnie syn Ludwika – Kazimierz Stanisław Badeni, w imieniu którego, jako małoletniego, majątkiem zarządzali matka Alicja Elżbieta z domu Ankarcrona wraz z drugim mężem – arcyksięciem Karolem Olbrachtem Habsburgiem. Mieszkali oni w Żywcu, a pałac do 1939 był ich letnią rezydencją.
Po II wojnie światowej w pałacu do 2009 stacjonowała jednostka wojskowa. Obecnie pałac przejęło ministerstwo Spraw Wewnętrznych Ukrainy.
W listopadzie 2016 został uszkodzony przez pożar.

## Architektura
Pałac jest jednopiętrowym budynkiem, złożonym z budynku frontowego, i dwóch cofniętych skrzydeł bocznych. Od frontu znajduje się portyk z trójkątnym frontonem, przedzielony balkonem na pierwszym piętrze. Balkon podtrzymują arkady. Autorem stiukowej dekoracji wnętrz był Petro Harasymowycz. Przypałacowy park ma powierzchnię 8 hektarów, znajdują się w nim dawne zabudowania gospodarcze: młyn, magazyny, suszarnie chmielu. Budynki gospodarcze zostały po wojnie przebudowane, zbudowano też kilka nowych.

## Galeria

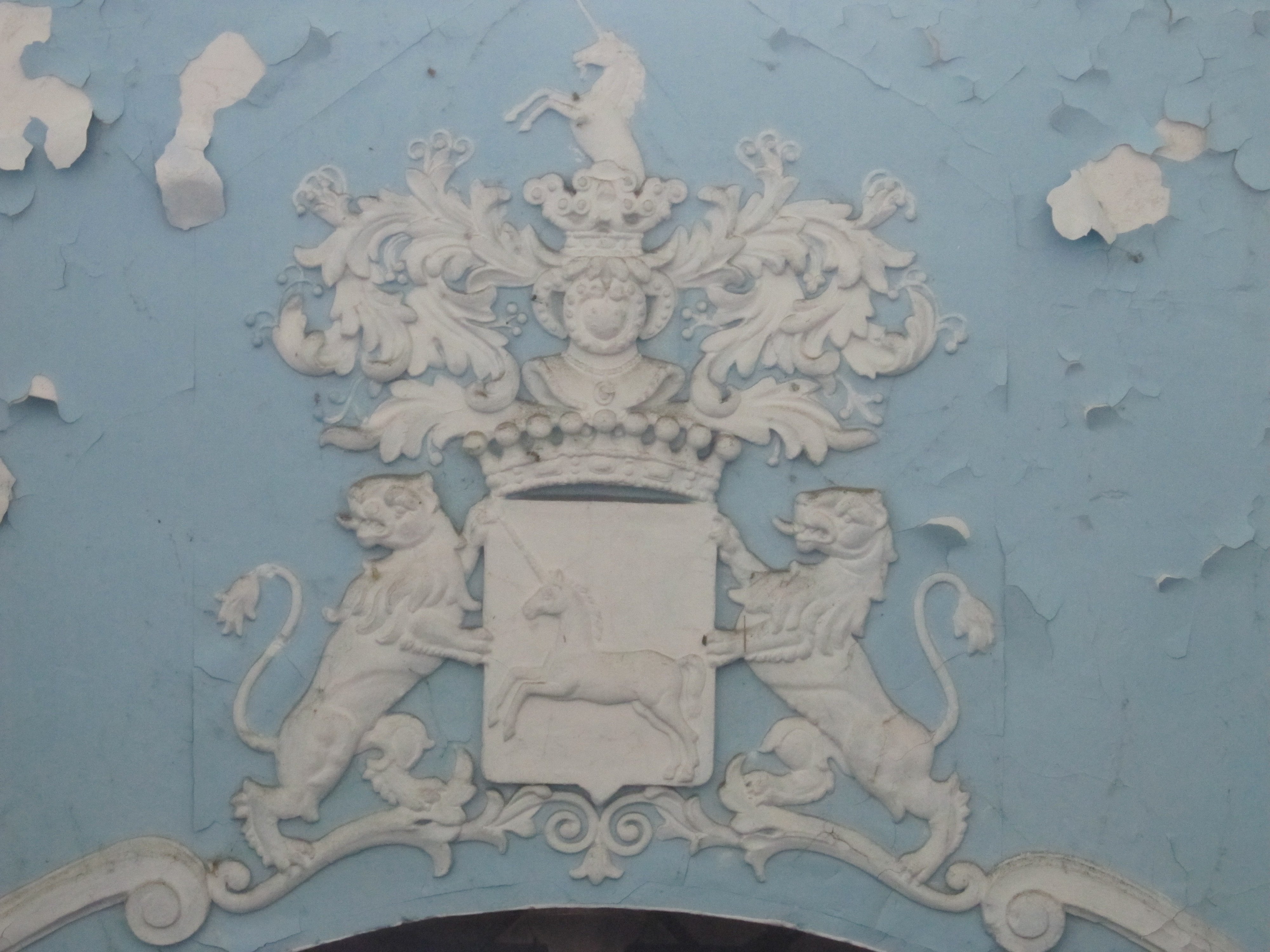
Herb Bończa Badenich
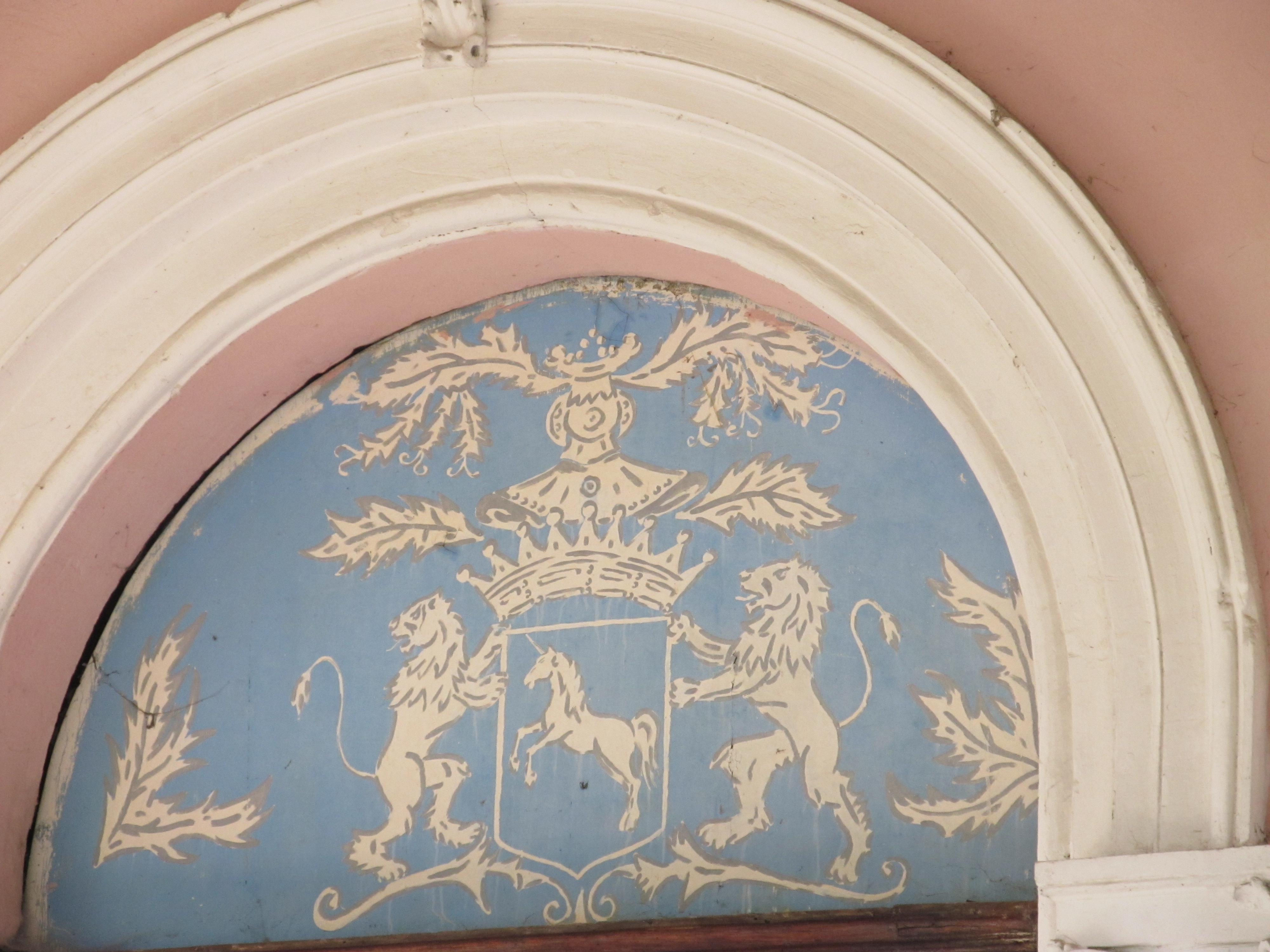
Herb Bończa Badenich
Herb Bończa Badenich
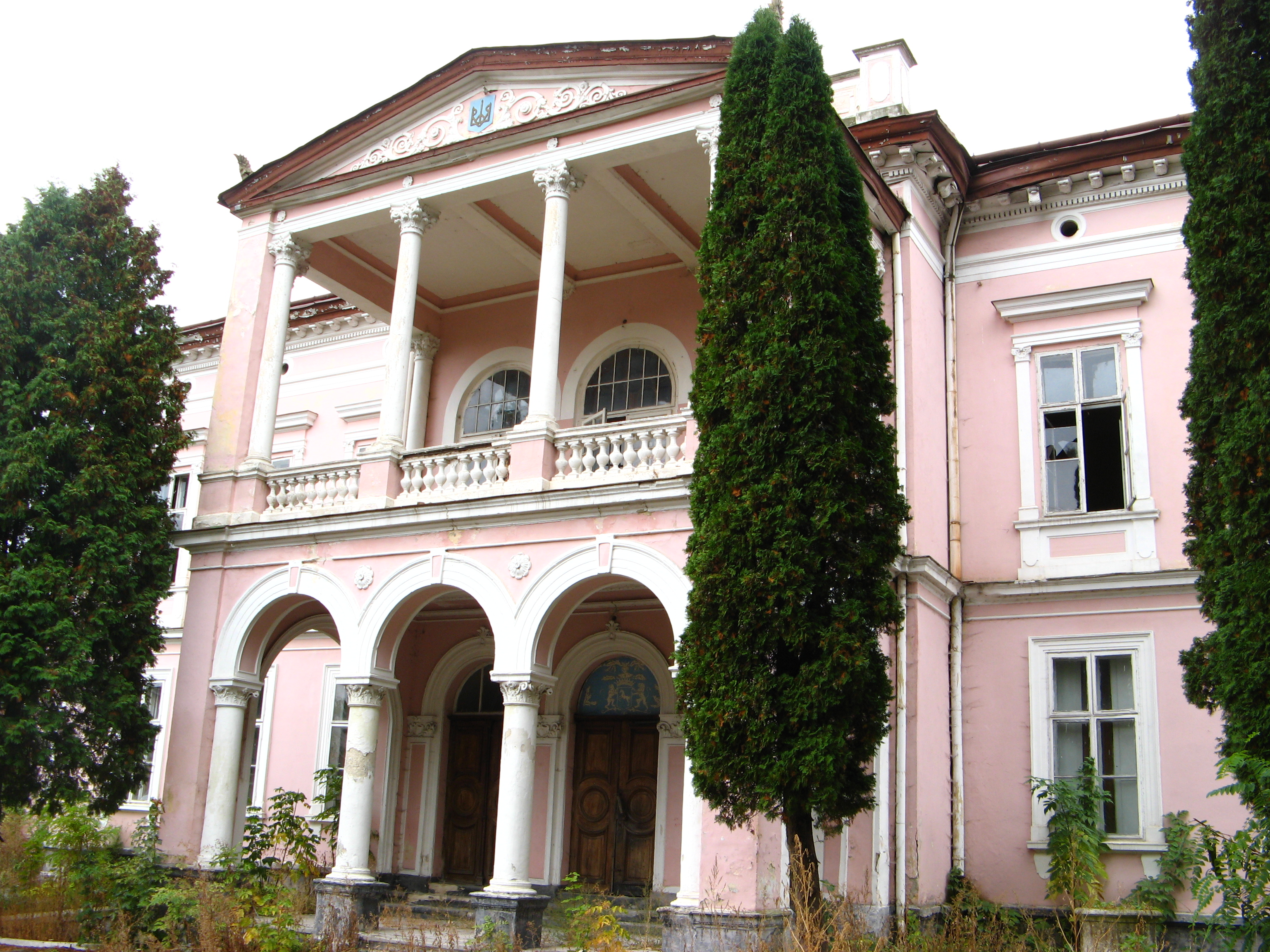
Fasada pałacu
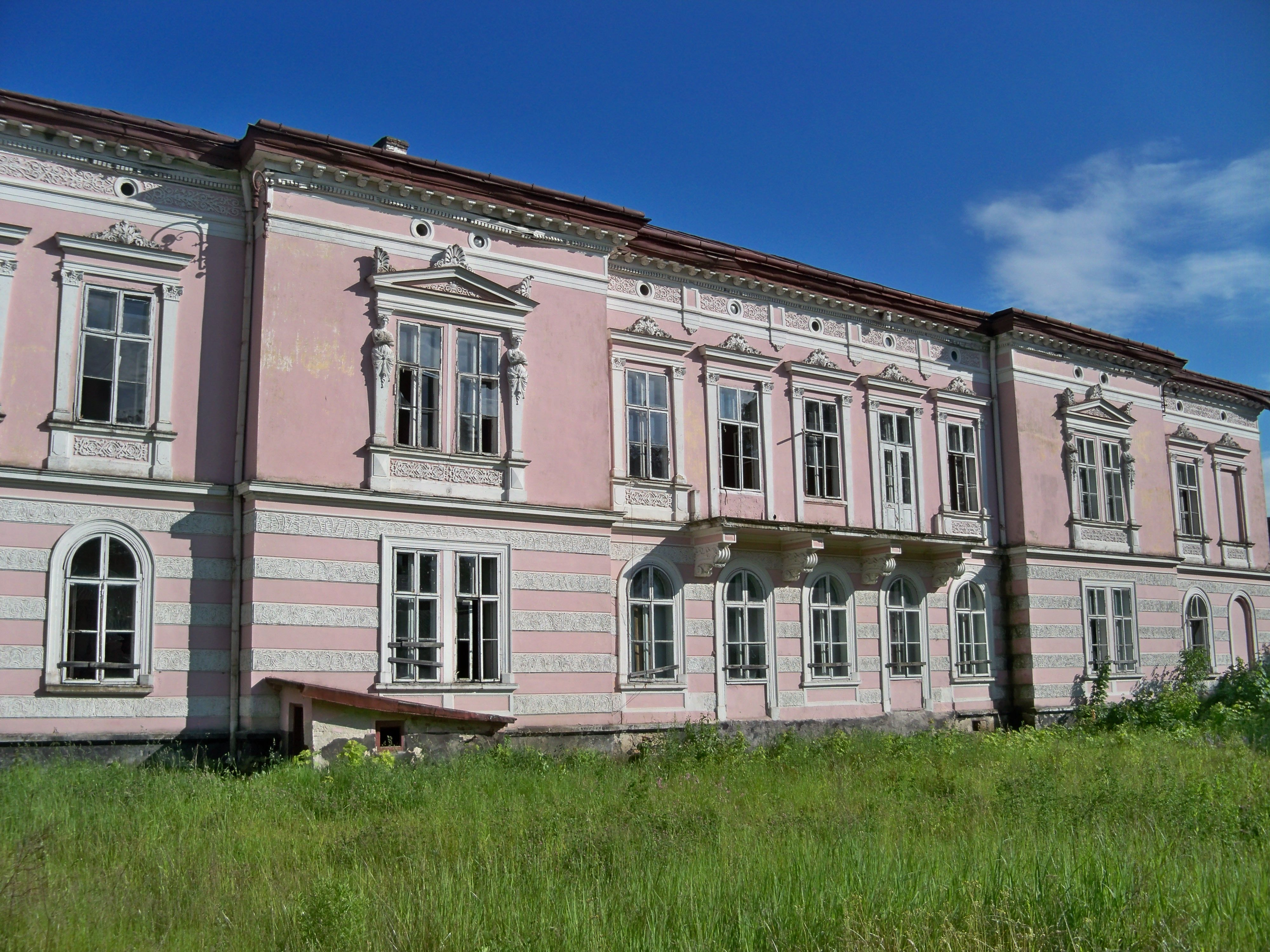
Elewacja od strony parku (północna)
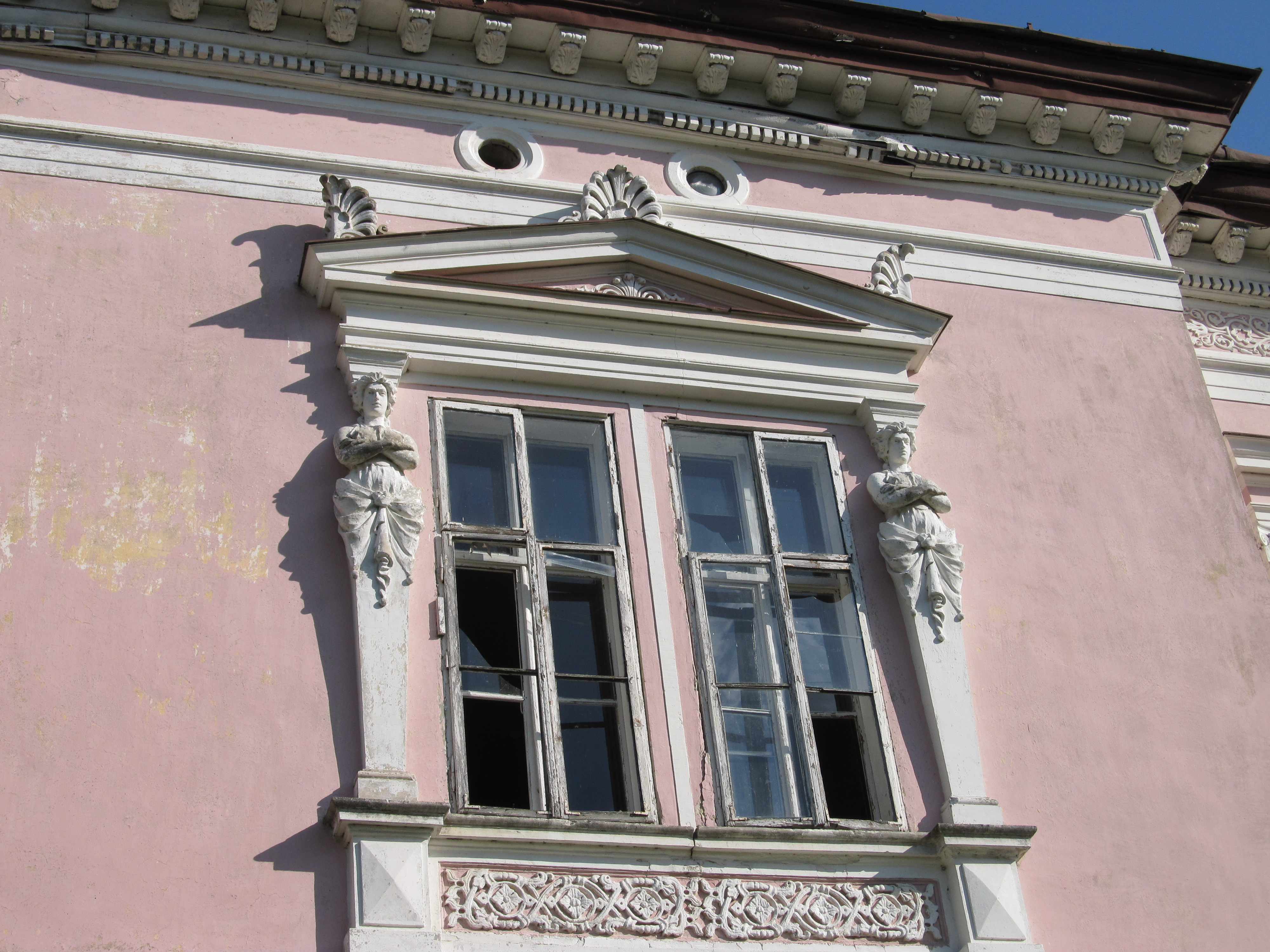
Zdobienia okienne od strony parku
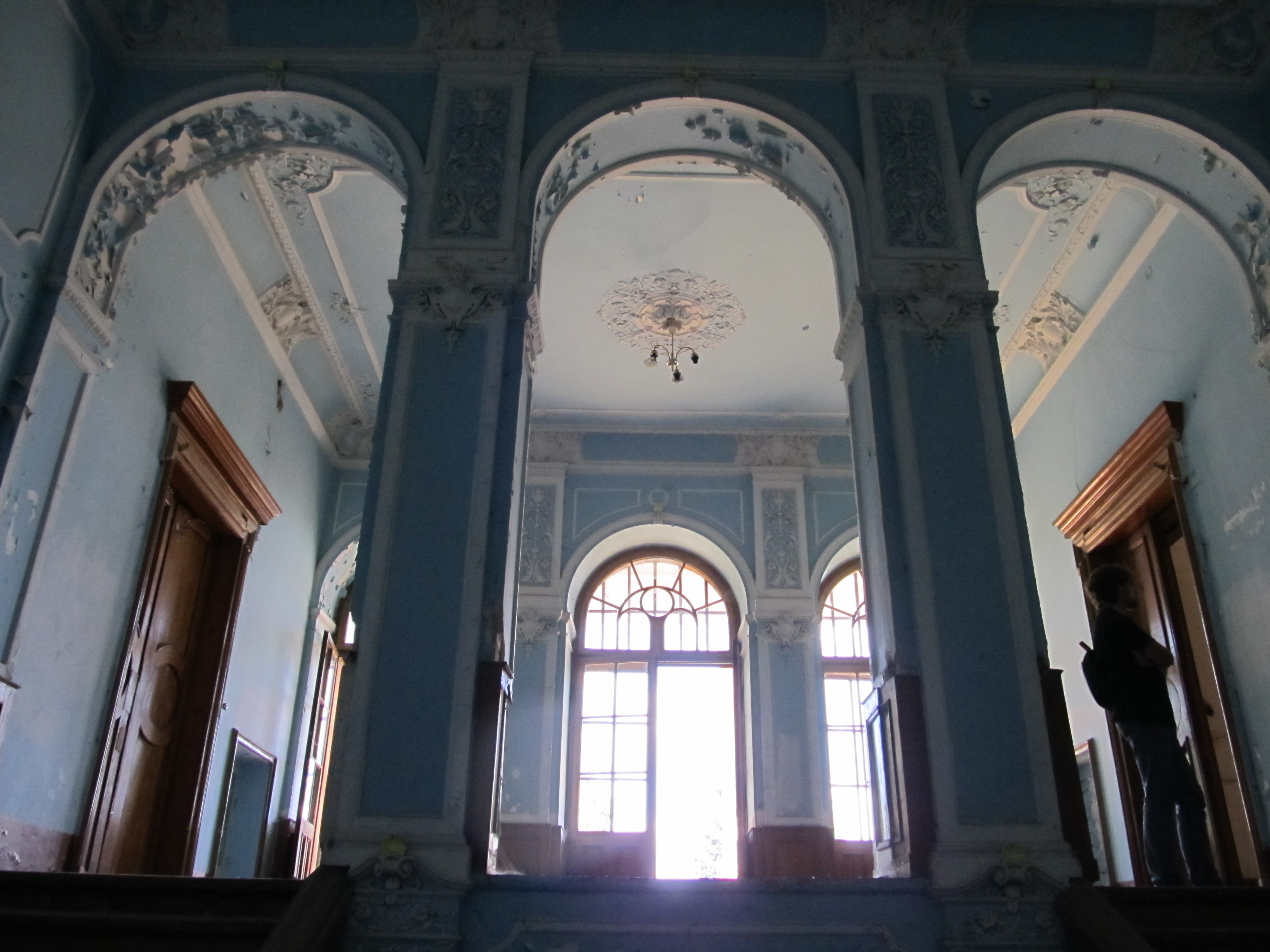
Klatka schodowa
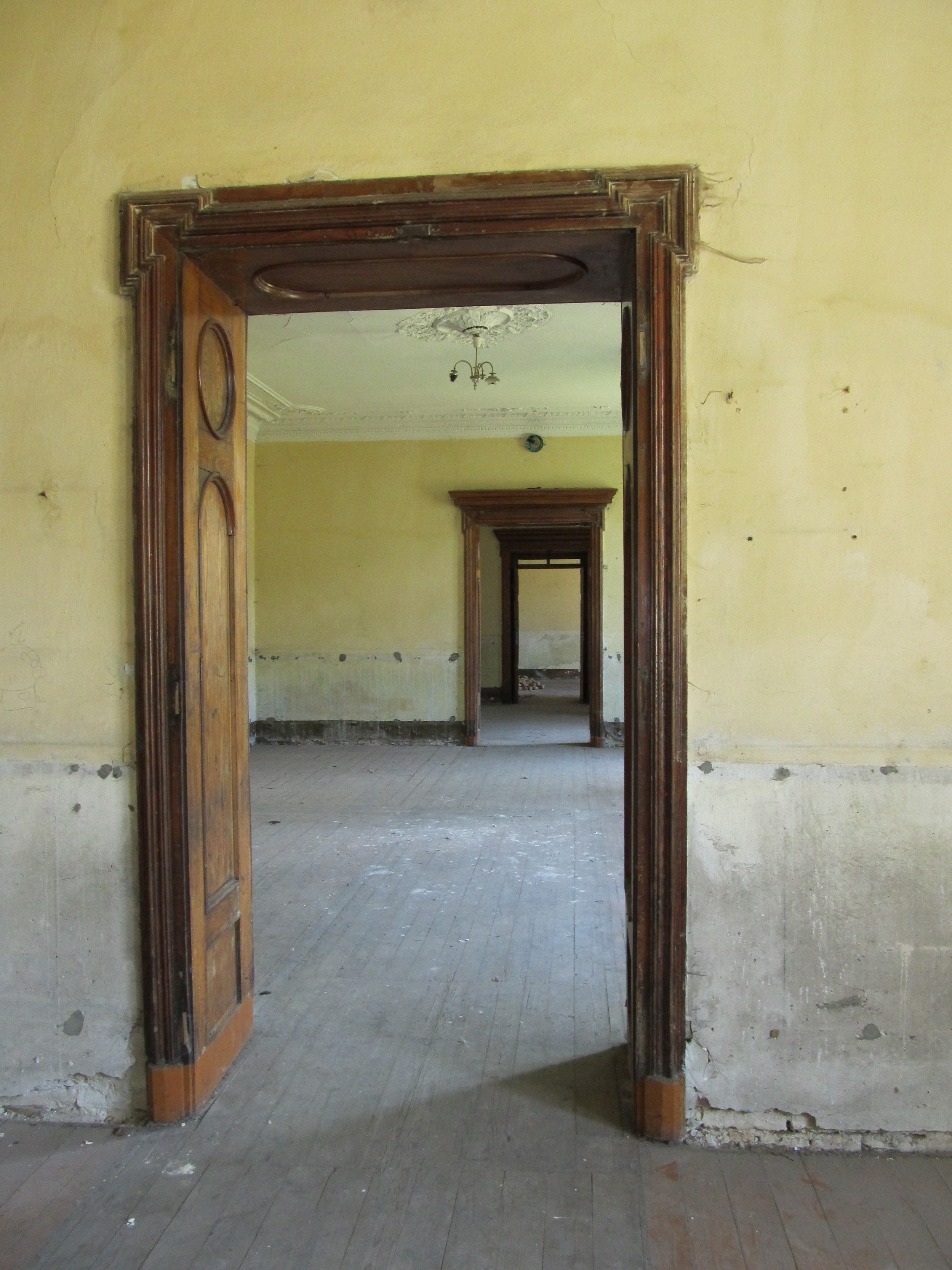
Pomieszczenia pałacu
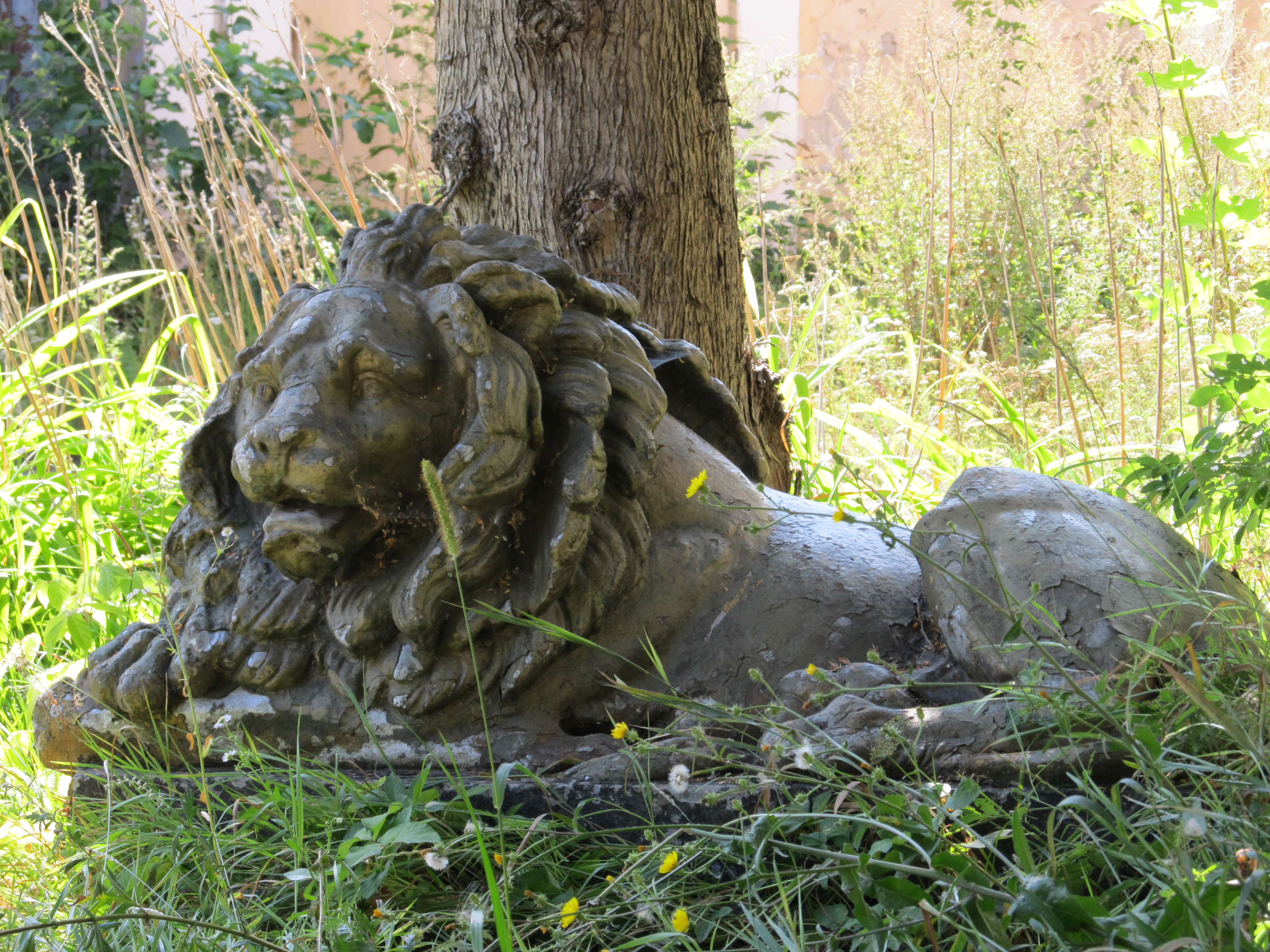
Rzeźba lwa w parku pałacowym